# 1167.
◄ | 11. stoljeće | 12. stoljeće | 13. stoljeće | ►
◄ | 1130-ih | 1140-ih | 1150-ih | 1160-ih | 1170-ih | 1180-ih | 1190-ih | ►
◄◄ | ◄ | 1164. | 1165. | 1166. | 1167. | 1168. | 1169. | 1170. | ► | ►►
Arhitektura • Astronomija • Knjige • Književnost • Kršćanstvo • Medicina • Pravo • Promet • Znanost

## Događaji
- 1. prosinca – Gornjotalijanski gradovi (između ostalih Milano, Bologna i Venecija), sklopili su Drugi lombardijski savez koji je do 1183. prekinuo vlast rimsko-njemačkog cara Friedrika I. Barbarosse u carskoj Italiji.

## Rođenja
- Ivan bez Zemlje, engleski kralj

## Vanjske poveznice
|  | Zajednički poslužitelj ima još gradiva o temi 1167. |